# Carrer Major
|  | Aquest article tracta sobre el nom d'un carrer carrer. Si cerqueu la pel·lícula, vegeu «Main Street (pel·lícula)». |

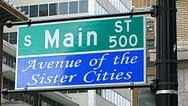
South Main Street a Tulsa, Oklahoma

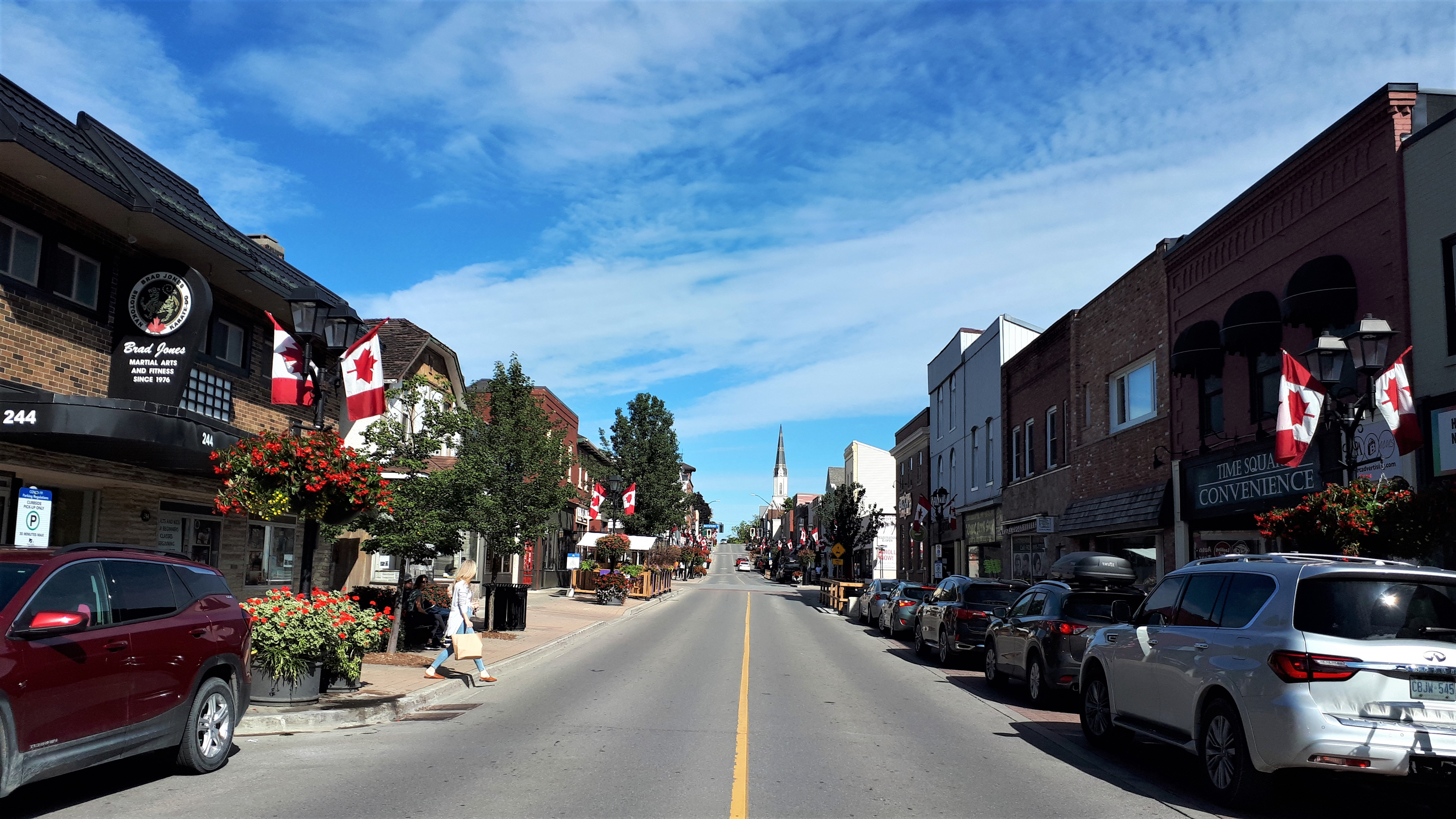
Main Street, Newmarket (Ontario), Canadà

Carrer Major és el nom genèric de la via principal d'un poble o petita ciutat. En els en certs territoris de parla anglesa se'n diu Main Street, i el terme pot ésser utilitzat per parlar d'un nom oficial o per metonímia.
En la cultura nord-americana ”Main Street” fa referència a un lloc que expressa els valors tradicionals, un indret on es troben els edificis principals com l'ajuntament, l'oficina de correus, la biblioteca, el jutjat, els comerços, bancs, etcètera i és on es desenvolupa la vida social. En campanyes electorals s'ha utilitzat “Main Street” en contraposició a “Wall Street", per parlar de classes populars en el primer cas i de l'elit en l'altre.